# United States House Committee on Veterans’ Affairs
Das United States House Committee on Veterans’ Affairs (deutsch: Ausschuss für Veteranenangelegenheiten) ist ein ständiger Ausschuss des Repräsentantenhauses der Vereinigten Staaten. Derzeitiger Vorsitzender ist Mark Allan Takano (D-CA), Oppositionsführer (Ranking Member) ist Michael Joseph Bost (R-IL).

## Aufgabenbereich
Der Ausschuss für Veteranenangelegenheiten befasst sich mit allen Belangen von Veteranen, einschließlich Veteranenkrankenhäusern, medizinischer Versorgung sowie beruflicher Eingliederung und Bildung. Er führt dafür die Aufsicht über das Ministerium für Veteranenangelegenheiten sowie über die Veterans Health Administration (VHA) und die National Cemetery Administration (NCA). Außerdem beaufsichtigt er Friedhöfe, auf denen Veteranen beerdigt sind.

## Geschichte
Der Ausschuss wurde 1946 in Folge des Legislative Reorganization Act aus den bis dahin bestehenden Ausschüssen Pensions, Invalid Pensions und World War Veterans Legislation. Deren Ursprünge wiederum reichen teilweise bis 1813 zurück.

## Mitglieder

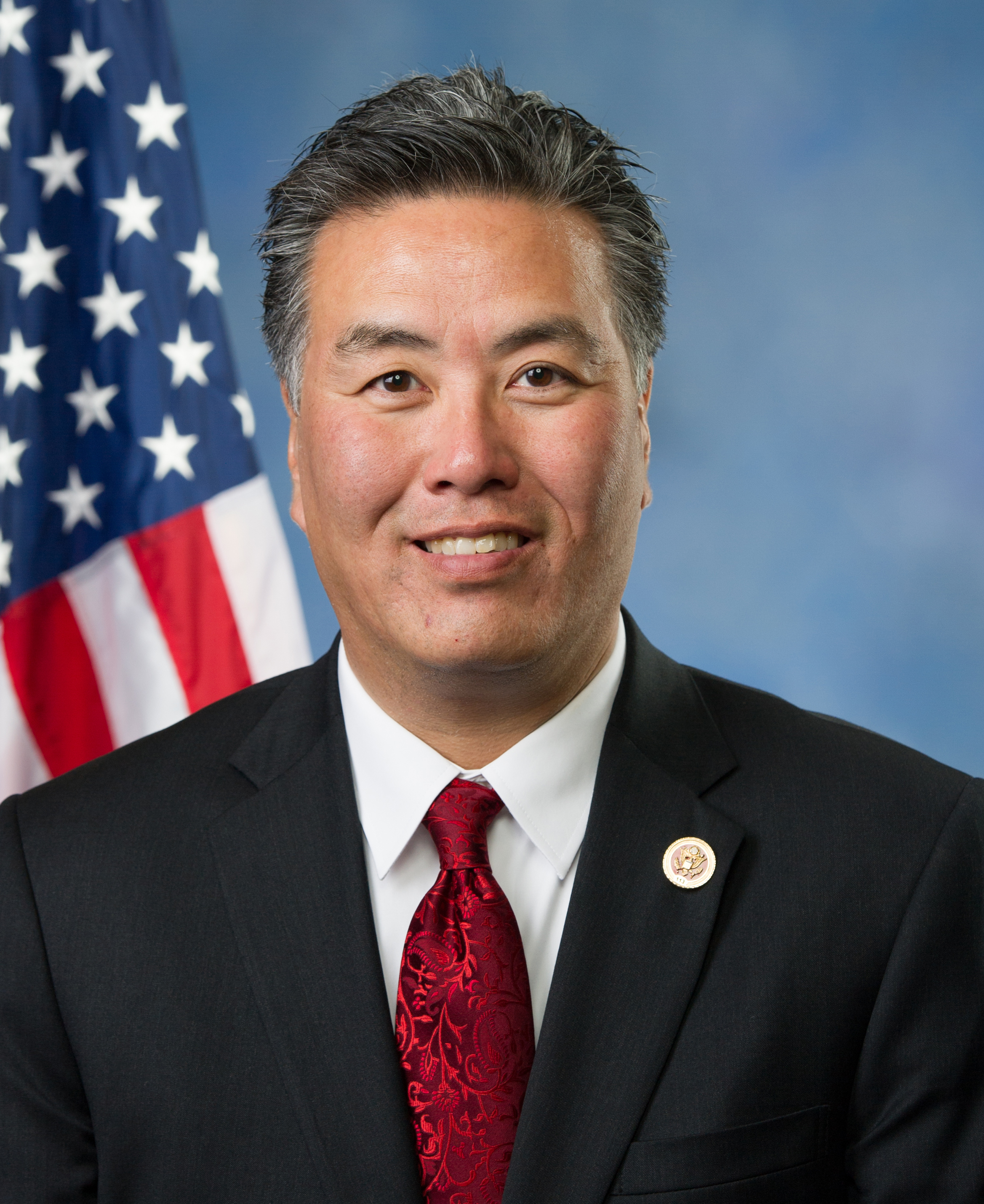
Mark Takano, derzeitiger Vorsitzender des Ausschusses für Veteranenangelegenheiten

Im 117. Kongress besteht der Ausschuss aus 17 Demokraten und 14 Republikanern. Es gibt fünf Unterausschüsse (Subcommittees).
| Demokraten | Republikaner |
| --- | --- |
| - Mark Allan Takano, Chair - Julia Andrews Brownley - Conor James Lamb - Michael Ted Levin - Christopher Charles Pappas - Elaine Goodman Luria - Frank John Mrvan - Sheila Cherfilus-McCormick - Gregorio Kilili Camacho Sablan - Lauren Ashley Underwood - Colin Zachary Allred - Lois Jane Frankel - Elissa Blair Slotkin - David John Trone - Marcia Carolyn Kaptur - Raul Ruiz - Ruben Marinelarena Gallego | - Michael Joseph Bost, Ranking Member - Aumua Amata Catherine Coleman Radewagen - John Warren Bergman - James Edward Banks - Charles Eugene Roy - Tracey Robert Mann - Felix Barry Moore - Nancy Ruth Mace - David Madison Cawthorn - Troy Edwin Nehls - Matthew Martin Rosendale Sr. - Mariannette Jane Miller-Meeks - John Kevin Ellzey senior - Connie Marie Conway |

## Unterausschüsse
| Subcommittee                               | Übersetzung                                     | Chair (Vorsitz)            | Ranking Member               |
| ------------------------------------------ | ----------------------------------------------- | -------------------------- | ---------------------------- |
| Disability Assistance and Memorial Affairs | Behindertenhilfe und Erinnerungsangelegenheiten | Elaine Goodman Luria       | Troy Edwin Nehls             |
| Economic Opportunity                       | Wirtschaftliche Möglichkeiten                   | Michael Ted Levin          | Felix Barry Moore            |
| Health                                     | Gesundheit                                      | Julia Andrews Brownley     | John Warren Bergman          |
| Oversight and Investigations               | Aufsicht und Untersuchungen                     | Christopher Charles Pappas | Tracey Robert Mann           |
| Technology Modernization                   | Technologiemodernisierung                       | Frank John Mrvan           | Matthew Martin Rosendale Sr. |